# Ca’s Català-Illetes
Ca’s Català-Illetes (hiszp. Cas Català) – miejscowość w Hiszpanii,  na Balearach, na Majorce, w comarce Serra de Tramuntana, w gminie Calvià.
Według danych INE z 2005 roku miejscowość zamieszkiwało 3286 osób. Numer kierunkowy to +34.